# Blepharis furcata
Blepharis furcata är en akantusväxtart som först beskrevs av Carl von Linné d.y., och fick sitt nu gällande namn av Christiaan Hendrik Persoon. Blepharis furcata ingår i släktet Blepharis och familjen akantusväxter. Inga underarter finns listade i Catalogue of Life.